# ATHENA -アテナ- (2010年のテレビドラマ)
『ATHENA -アテナ-』（原題：아테나 : 전쟁의 여신）は、2010年から2011年にかけて韓国のSBSで放送された全20話のテレビドラマ。2009年に放送されたイ・ビョンホン主演の連続テレビドラマ『アイリス』のスピンオフ作品で、チョン・ウソン、チャ・スンウォン、スエ他が出演した。
日本では鳥取県でロケが行われたほか、TXN各局（テレビ東京、テレビ大阪、テレビ愛知、BSジャパンなど）、山陰放送、WOWOWなどで放送された。

## 登場人物

### 主要人物
イ・ジョンウ
演 - チョン・ウソン、声 - 三木眞一郎
NTS特殊要員。
ユン・ヘイン
演 - スエ
NTS特殊要員。
ソン・ヒョク
演 - チャ・スンウォン
米国国土安保部 (DHS) 東アジア支部長。
ハン・ジェヒ
演 - イ・ジア
NTS特殊要員。
キム・ギス
演 - キム・ミンジョン
前北朝鮮対外情報調査部要員。
キム・ジュンホ
演 - チェ・シウォン (SUPER JUNIOR)
NTS特殊要員。

### 周辺人物
チョ・ミョンホ
演 - イ・ジョンギル
大統領。
チェ・ジニ
演 - キム・ヨンエ
大統領室長。
ハン・ジョンピル
演 - チョン・グクファン
大統領室政策室長。
クォン・ヨングァン
演 - ユ・ドングン
NTS局長。
ユ・ガンホ
演 - パク・ヨンギ
大統領室外交安保首席。
ファン・ホヨン
演 - パク・ヨンス
大統領室政務首席。